# Pandémie de Covid-19 en Pologne
 (août 2020).
Si vous disposez d'ouvrages ou d'articles de référence ou si vous connaissez des sites web de qualité traitant du thème abordé ici, merci de compléter l'article en donnant les références utiles à sa vérifiabilité et en les liant à la section « Notes et références ».
- 10000-99999 cas confirmés
- 1000-9999 cas confirmés

La pandémie de Covid-19 en Pologne démarre officiellement le 4 mars 2020. À la date du 8 janvier 2025, le bilan est de 120 870 morts.

## Historique

### 2020
Le 9 mars, la Pologne impose un contrôle sanitaire à ses frontières terrestres et dans les aéroports. Au 10 mars, la Pologne fait état de 25 cas et d'aucun mort par le coronavirus. Le 11 mars, il est annoncé que tous les établissements scolaires et culturels, cinémas, théâtres, spectacles et opéras, ainsi que les universités ferment leurs portes pour au moins deux semaines. Le 12 mars, la Pologne connaît son premier décès dû au coronavirus, une femme âgée de 57 ans, dans un hôpital de Poznań.
Le 13 mars, le gouvernement décide de la fermeture de ses frontières aux voyageurs étrangers. Les citoyens polonais ainsi que les étrangers résidant ou travaillant en Pologne regagnant le pays se voient imposer une quarantaine de deux semaines, soit chez eux, soit dans un lieu d'isolement qui leur sera prescrit. Tous les restaurants, les bars et les clubs seront fermés dès le lendemain, mais pourront faire des livraisons à domicile. Tous les rassemblements de plus de 50 personnes, y compris les messes, dans ce pays très catholique, sont également interdits pour deux semaines.
Considérée comme un grand producteur de chloroquine, la Pologne autorise son utilisation si nécessaire ;  le laboratoire Adamed la produit sous le nom d’Arechin.
À partir du 24 octobre 2020, l'ensemble du pays passe en semi-confinement. Un couvre-feu est instauré pour les seniors, le système scolaire passe en enseignement à distance pour les élèves de plus de 10 ans, les rassemblements sont limités à cinq personnes et les bars et restaurants pourront proposer uniquement de la vente à emporter.
Le gouvernement met en place seize hôpitaux d'urgence -un par région- pour réagir à la deuxième vague de l'épidémie qui frappe durement la Pologne. Ainsi, le stade national de Varsovie est transformé en hôpital provisoire.
En Silésie, le bassin minier est un véritable foyer d'infections. La mine de charbon Zofiowka a été identifiée comme un "cluster", alors qu'environ 800 cas positifs ont été détectés parmi les employés de la mine ou des membres de leurs familles. Le vice-premier ministre Jacek Sasin annonce la fermeture pour trois semaines de 12 mines en Silésie. La Pologne ne peut toutefois pas se permettre un arrêt total du secteur puisque trois quarts de l’électricité polonaise est produite à base de charbon. Les mineurs mis au repos forcé sont assurés de toucher la totalité de leur salaire.

### 2021
Après une baisse spectaculaire au printemps 2021, la pandémie reprend en flèche en août.
En décembre, malgré une situation sanitaire catastrophique et une flambée des cas de contamination, le gouvernement ne veut pas d'un «confinement» ou d'une vaccination obligatoire. Si 54 % de la population est entièrement vaccinée, les gens ne respectent pas les règles d'hygiène et de distanciation sociale. Le 15 décembre l'état impose de nouvelles restrictions sur "le nombre de personnes autorisées à entrer dans les restaurants, les hôtels et les théâtres", alors que le nombre quotidien de décès dus à la  Covid atteint "son plus haut niveau depuis avril". 

### 2022
Au 14 janvier, selon le ministère polonais de la Santé, environ 21,3 millions de Polonais sont vaccinés avec deux doses, dont plus de 8 millions avec une troisième dose. La Pologne a cumulé 4,28 millions de cas d'infection, et 101.841 décès.

## Statistiques

Nombre de cas en Pologne depuis le début de l'épidémie.

Nombre de morts en Pologne depuis le début de l'épidémie.